# Barnesville (Ohio)
Barnesville is een plaats (village) in de Amerikaanse staat Ohio, en valt bestuurlijk gezien onder Belmont County.

## Demografie
Bij de volkstelling in 2000 werd het aantal inwoners vastgesteld op 4225.
In 2006 is het aantal inwoners door het United States Census Bureau geschat op 4129, een daling van 96 (-2,3%).

## Geografie
Volgens het United States Census Bureau beslaat de plaats een oppervlakte van
5,0 km², geheel bestaande uit land. Barnesville ligt op ongeveer 390 meter boven zeeniveau.

## Plaatsen in de nabije omgeving
De onderstaande figuur toont nabijgelegen plaatsen in een straal van 12 kilometer rond Barnesville.

## Geboren
- Elisha Gray (1835-1901), elektrotechnisch ingenieur en uitvinder